# Karnaval
Karnaval è un film del 1999 diretto da Thomas Vincent.